# 郭柏苍
郭柏蒼（1815年—1890年），又名彌苞，字蒹秋。福建福州府侯官县（今福州市）人，祖籍福州府福清縣。

## 生平
嘉庆二十年（1815年）五月二十日生。父郭階三為舉人出身。少年随父经管盐课。生性旷达，喜山水。道光庚子举人，任縣學訓導。後為內閣中書。家资富有，熱心地方公益。咸丰二年（1852年），北行应试，遇太平天國兵禍而中途折回。咸丰七年（1857年），时局不稳，朝廷鼓励各地官员绅士办团练，柏蒼在福州自行出资招募壮丁。因训练团练有功，授主事，赏员外郎。郭柏苍長年居福州海濱，深入研究物产，撰成《海错百一录》、《国产录异》二書。光绪十六年（1890年）病逝。另著《竹间十日话》、《补蕉山馆》、《鄂跗草堂》、《三峰草庐》、《沁泉山馆》等。

## 家庭
郭柏苍育有三女，分别是郭媄宜、郭问琴与郭拾珠。